# Naissance en 905
Naissance
- 901
- 902
- 903
- 904
- 905
- 906
- 907
- 908
- 909

Cette page dresse une liste de personnalités nées au cours de  l'année 905 :
- Septembre : Constantin VII Porphyrogénète, fils unique de Léon VI le Sage empereur byzantin.

- Raymond II de Rouergue, comte de Rouergue, marquis de Gothie.
- Humbert Ier de Salins, ou Humbert de Mâcon, seigneur de Salins.
- Abu al-Misk Kafur, eunuque originaire de Nubie au service des souverains ikhchidides, devenu lui-même gouverneur d'Égypte.
- Al-Mustakfi, calife abbasside  de Bagdad.
- Sveneldo (it), voïvode de Kiev.

date incertaine (vers 905)
- Godefroid de Juliers, comte de Jülichgau et comte palatin de Lotharingie.

## Crédit d'auteurs
- Cet article est partiellement ou en totalité issu de l'article intitulé « 905 » (voir la liste des auteurs).